# We Stitch These Wounds
We Stitch These Wounds è l'album di debutto della rock band statunitense Black Veil Brides, pubblicato dalla StandBy Records il 20 luglio 2010.
È il primo e unico album con la batterista Sandra Alvarenga, prima che lei lasciasse la band per entrare nei Modern Day Escape.

## Tracce
1. The Outcasts (Call to Arms) – 0:31
2. We Stitch These Wounds – 3:59
3. Beautiful Remains – 4:13
4. Children Surrender – 3:11
5. Perfect Weapon – 4:07
6. Knives and Pens – 4:15
7. The Mortician's Daughter – 4:11
8. All Your Hate – 3:10
9. Heaven's Calling – 3:19
10. Never Give In – 3:09
11. Sweet Blasphemy – 3:56
12. Carolyn – 4:37

## Formazione
Black Veil Brides
- Andrew Dennis Biersack - voce, tastiera, sintetizzatore
- Jake Pitts - chitarra solista
- Jinxx - chitarra ritmica, violino, voce secondaria
- Ashley Purdy - basso, voce secondaria
- Sandra Alvarenga - batteria, percussioni

Produzione
- Blasko - produzione
- G.Preston Boebel - produzione, missaggio
- Dave Casey - ingegneria acustica
- Josh Newell - produzione, missaggio